# Lac de la Justice
Le lac de la Justice, également appelé lac de l'INPT ou lac de Labège, est un lac français à Labège, en Haute-Garonne. D'une superficie de 6 hectares, il présente une profondeur maximale de 5 mètres. Deux viaducs ferroviaires en construction sur le plan d'eau permettront à terme son franchissement par le métro de Toulouse : le viaduc de la ligne B du métro de Toulouse portera la ligne B et le viaduc de la ligne C du métro de Toulouse portera donc la ligne C.